# Lars Christensen

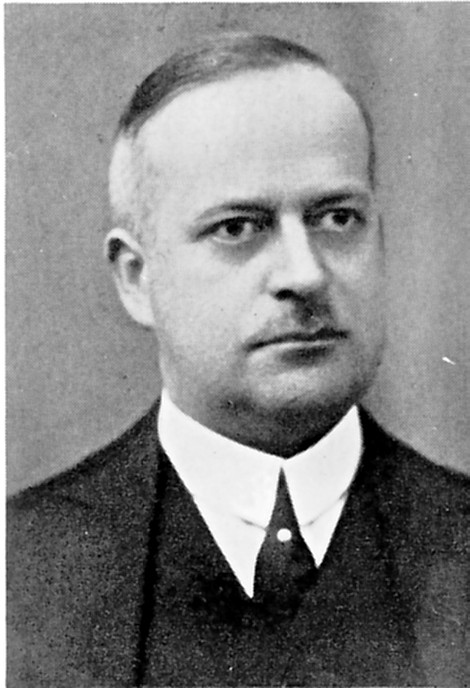
Lars Christensen

Lars Christensen (* 6. April 1884 in Framnæs bei Sandefjord; † 10. Dezember 1965 in New York) war ein norwegischer Reeder, Walfangunternehmer und Antarktisforscher. Er finanzierte elf zwischen 1926 und 1937 durchgeführte Antarktisfahrten, von denen er an vier teilnahm.

## Leben
Christensen war der jüngste Sohn des wohlhabenden Schiffseigners Christen Christensen (1845–1923) und dessen Frau Augusta Fredrikke (1851–1888). Nach seiner Ausbildung, die ihn auch nach Deutschland und England geführt hatte, stieg er 1906 in das Geschäft seines Vaters ein. 1907 gründete er sein erstes eigenes Unternehmen, dessen Flotte in den Gewässern um Chile und im Südatlantik einschließlich Südgeorgien operierte. Ab 1909 betätigte er sich zudem im Walfang. 1910 heiratete er Ingrid, die Tochter des Reeders Thor Dahl (1862–1920), die ihn auf seinen späteren Antarktisfahrten begleitete. Das Forschungsschiff Endurance des britischen Polarforschers Ernest Shackleton wurde 1912 in einer von Christensens Werften gebaut. Christensen hatte ursprünglich geplant, das Schiff gemeinsam mit dem belgischen Polarforscher Adrien de Gerlache de Gomery für touristische Polarkreuzfahrten und Eisbärjagden zu betreiben. Seine Heimatstadt verdankt ihm 1917 die Gründung des Walfangmuseums Sandefjord, eines der ersten ausgezeichneten Museumsgebäude Norwegens. Seine auf Reisen gesammelte Literatur über den Walfang ging in die Bibliothek des Museums über, deren Bestandserweiterung er zudem finanziell unterstützte. Durch den Tod seines Schwiegervaters 1920 und seines Vaters 1923 wurde Christensen durch Erbschaft zum Inhaber weiterer Reedereien, Werften und Walfanggesellschaften.
Christensen hatte geschäftlich wie privat ein großes Interesse an der Antarktis und der dortigen Tierwelt. Er finanzierte zwischen 1926 und 1937 insgesamt elf Expeditionen, die der Erforschung des antarktischen Kontinents und seiner Gewässer dienten und nahm an einigen auch selbst teil. Diese Unternehmungen führten unter anderem zur Einverleibung der Bouvetinsel (1927), der Peter-I.-Insel (1929) und des Königin-Maud-Lands (1939) in das international jedoch nicht anerkannte von Norwegen beanspruchte Antarktisgebiet. Christensen gehörte zu den Ersten, die bei der Kartierung der antarktischen Küstenlinie Wasserflugzeuge einsetzte. Diese Kartierung vervollständigte er vom Weddell-Meer bis zum Shackleton-Schelfeis. Bei der Expedition von 1936/37 entstanden rund 2200 Luftaufnahmen, die eine Küstenlinie von rund 5000 km und ein Gebiet von 16.187 km² abdeckten. Christensens Frau Ingrid war dabei die erste Frau, die in der Antarktis an einem Flug teilnahm.
Gemeinsam mit Otto Sverdrup und Oscar Wisting gelang es Christensen, die Fram, das legendäre Schiff Fridtjof Nansens, Otto Sverdrups und Roald Amundsens, vor dem Verfall zu retten. 1935 wurde die Fram im Osloer Frammuseum untergebracht, wo sie noch heute zu besichtigen ist.
Christensen starb am 10. Dezember 1965 während eines Aufenthalts in New York. Er wurde nach Norwegen überführt und am 30. Dezember in der Familiengruft in Sandar (seit 1968 zu Sandefjord gehörend) beigesetzt. Ihm zu Ehren tragen in der Antarktis der Lars-Christensen-Gipfel auf der Peter-I.-Insel, die Lars-Christensen-Küste, der Christensen-Gletscher, Mount Christensen und die Insel Larsøya seinen Namen.